# Thomas Kono

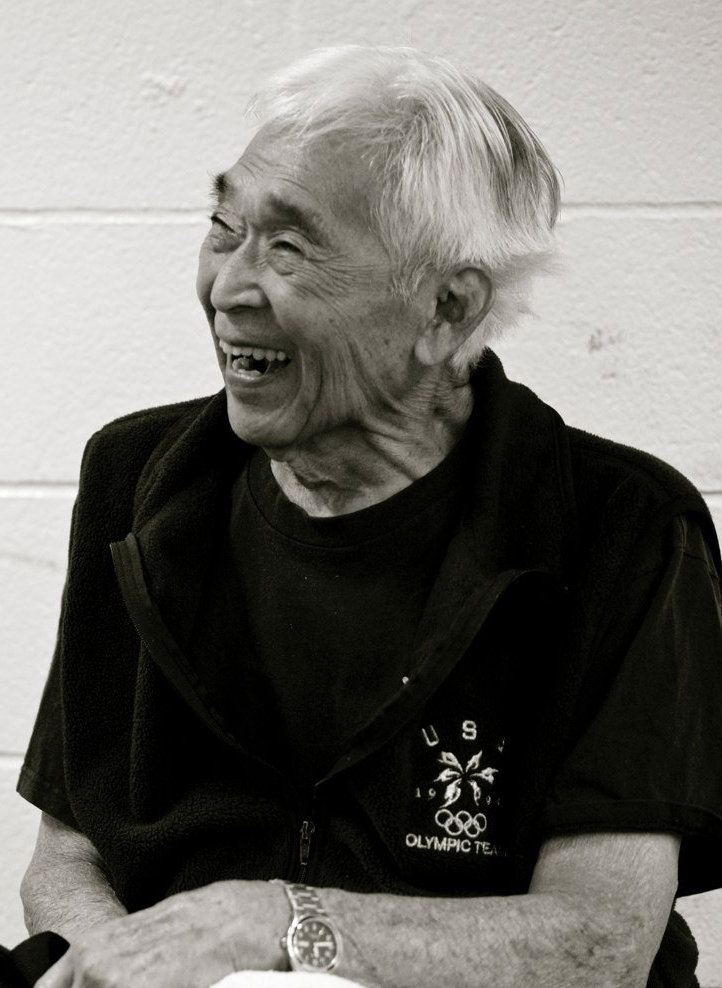
Thomas Kono (2015)

Thomas Kono (* 27. Juni 1930 in Sacramento, Kalifornien; † 24. April 2016 in Honolulu, Hawaii) war ein US-amerikanischer Gewichtheber.

## Werdegang
Thomas (Tamio, Tommy) Kono war der Sohn japanischer Einwanderer in die USA. 1942 wurde er mit seinen Eltern wegen des Krieges gegen Japan in einem Lager in Nordkalifornien interniert und musste dort bis Dezember 1945 bleiben. Im Lager lernte er Freunde kennen, mit denen er Bodybuilding und etwas Gewichtheben betrieb. Anfang 1946 kehrte er mit seiner Familie nach Sacramento zurück und besuchte dort die Sacramento High School. Er trainierte nun das Gewichtheben konsequenter und startete 1948 erstmals bei einem Wettkampf, den Northern California AAU-Weightlifting-Championships. Er belegte dort mit einer guten Leistung den 2. Platz im Leichtgewicht.
Er trainierte nun zusammen mit den damals bekannten Gewichthebern Dan Uhalde und Roy Hilligen in einem Sport-Center in Oakland. Bei den Pacific-Coast Weightlifting-Championships 1950 in Berkeley erzielte er damals bereits hervorragende 350 kg im olympischen Dreikampf. Jetzt wurde auch der Mentor der US-Gewichtheber, Bob Hoffman, auf ihn aufmerksam und unterstützte ihn ab sofort materiell. 1952 wurde er zu den Olympischen Spielen nach Helsinki entsandt, nachdem er bei den USA-Meisterschaften 1950 und 1951 noch jeweils knapp dem Weltmeister Joe Pitman unterlegen war. Er wurde auf Anhieb Olympiasieger. 1952/53 leistete er seinen Militärdienst ab und war dabei auch einige Monate in Deutschland stationiert. Während dieser Monate zeigte er bei verschiedenen Veranstaltungen in Mannheim und Ludwigshafen am Rhein hervorragende Leistungen.
Auf der internationalen Heberbühne zeigte er noch bis 1963 sein großes Können. Mit zwei Goldmedaillen, einer Silbermedaille bei Olympischen Spielen und sechs Weltmeistertiteln war er einer der erfolgreichsten Gewichtheber aller Zeiten. Ihm gelang dabei die Einzigartigkeit, in den drei Gewichtsklassen Leichtgewicht, Mittelgewicht und Leichtschwergewicht zu siegen. Nach Beendigung seiner aktiven Laufbahn arbeitete er zunächst in einer guten Position in der Industrie, gab diesen Posten aber auf, als er 1966 zum Nationaltrainer Mexikos berufen wurde. Danach war er von 1969 bis 1972 Cheftrainer der deutschen Gewichtheber-Nationalmannschaft. Nach den Olympischen Spielen 1972 in München kehrte er in die USA zurück und ließ sich in Oʻahu auf Hawaii nieder. Er erhielt eine Stelle bei der Stadt Honolulu. Dem Gewichtheben blieb er jedoch weiterhin als ehrenamtlicher Trainer der US-Gewichtheber-Nationalmannschaft treu, deren Cheftrainer er von 1972 bis 1976 war. Schließlich trainierte er von 1987 bis 1990 die Heberinnen des US-Frauenteams.
Beim Besuch seiner Verwandten hielt Tommy Kono gleichzeitig weight lifting workshops (Gewichtheben-Klassen) in Sacramento ab.

## Internationale Erfolge
(OS = Olympische Spiele, WM = Weltmeisterschaft, Le = Leichtgewicht, Mi = Mittelgewicht, Ls = Leichtschwergewicht)
- 1952, Goldmedaille, OS in Helsinki, Le, mit 362,5 kg, vor Jewgeni Lopatin, UdSSR, 350 kg und Verne Barberis, Australien, 350 kg;
- 1953, 1. Platz, WM in Stockholm, Mi, mit 407,5 kg, vor Dave Sheppard, USA, 397,5 kg und Juri Duganow, UdSSR, 382,5 kg;
- 1954, 1. Platz, WM in Wien, Ls, mit 435 kg vor Trofim Lomakin, UdSSR, 427,5 kg und Jean Debuf, Frankreich, 405 kg;
- 1955, 1. Platz, PanAm Games in Mexiko-Stadt, Ls, mit 437,5 kg, vor Forte, Argentinien, 372,5 kg;
- 1955, 1. Platz, WM in München, Ls, mit 435 kg, vor Wassili Stepanow, UdSSR, 425 kg und James George, USA, 402,5 kg;
- 1956, Goldmedaille, OS in Melbourne, mit 447,5 kg, vor Stepanow, 427,5 kg und James George, 417,5 kg;
- 1957, 1. Platz, WM in Teheran, Mi, mit 420 kg, vor Fjodor Bogdanowski, UdSSR, 420 kg und Jan Bochenek, Polen, 395 kg;
- 1958, 1. Platz, Grand Prix von Moskau, Mi, mit 417,5 kg, vor Bogdanowski, 412,5 kg und Alexander Kurynow, UdSSR, 400 kg;
- 1958, 1. Platz, WM in Stockholm, Mi, mit 430 kg, vor Bogdanowski, 422,5 kg und Marcel Paterni, Frankreich, 395 kg;
- 1959, 1. Platz, PanAm Games, Mi, mit 407,5 kg, vor Kerbage, Argentinien, 377,5 kg;
- 1959, 1. Platz, WM in Warschau, Mi, mit 425 kg, vor Bogdanowski, 417,5 kg und Bochenek, 392,5 kg;
- 1960, Silbermedaille, OS in Rom, Mi, Mit 427,5 kg, hinter Kurynow, 437,5 kg und vor Győző Veres, Ungarn, 405 kg;
- 1961, 1. Platz, Grand Prix von Moskau, Ls, mit 460 kg, vor Ljach, UdSSR, 445 kg;
- 1961, 3. Platz, WM in Wien, Ls, mit 430 kg, hinter Rudolf Plukfelder, UdSSR, 450 kg und Géza Tóth, Ungarn, 432,5 kg;
- 1962, 2. Platz, WM, Ls, mit 455 kg, hinter Veres, 460 kg und vor Toth, 442,5 kg;
- 1963, 1. Platz, PanAm Games, Ls, mit 435 kg, vor Ryna, Anttillen, 410 kg.

## USA-Meisterschaften
- 1950, 2. Platz, Le, mit 345 kg, hinter Joe Pitman, 347,5 kg und vor Dave Sheppard, 345 kg,
- 1951, 2. Platz, Le, mit 345 kg, hinter Pitman, 352,5 kg,
- 1952, 1. Platz, Le, mit 320 kg,
- 1953, 1. Platz, Mi, mit 415 kg, vor Peter George, 385 kg,
- 1954, 1. Platz, Ls, mit 417,5 kg,
- 1955, 1. Platz, Ls, mit 422,5 kg,
- 1957, 1. Platz, Ls, mit 440 kg, vor James George, 425 kg und Sheppard, 410 kg,
- 1958, 1. Platz, Mi, mit 405 kg, vor Louis Riecke jr., 365 kg,
- 1959, 1. Platz, Mi, mit 410 kg, vor Riecke, 365 kg,
- 1960, 1. Platz, Mi, mit 390 kg,
- 1961, 1. Platz, Ls, mit 445 kg, vor Riecke, 437,5 kg und Gary Cleveland, 400 kg,
- 1962, 1. Platz, Ls mit 427,5 kg, vor Cleveland, 425 kg,
- 1963, 1. Platz, Ls, mit 440 kg, vor Riecke, 440 kg und Cleveland, 425 kg,
- 1965, 3. Platz, Ls, mit 437,5 kg, hinter Cleveland, 447,5 kg und Joe Puleo, 440 kg.

## Weltrekorde
im beidarmigen Drücken:
- 112,5 kg, 1952 in Kopenhagen, Le,
- 130 kg, 1953 in Indianapolis, Mi,
- 131 kg, 1954 in Lille, Mi,
- 143,5 kg, 1954 in Mexiko-Stadt, Ls,
- 132,5 kg, 1955 in Leningrad, Mi,
- 133,5 kg, 1956 in Honolulu, Mi,
- 144 kg, 1956 in Honolulu, Ls,
- 144,5 kg, 1957 in Honolulu, Ls,
- 145 kg, 1957 in Honolulu, Ls.

im beidarmigen Reißen:
- 117,5 kg, 1952 in Helsinki, Le,
- 133,5 kg, 1958 in Stockholm, Mi.

im beidarmigen Stoßen:
- 168,5 kg, 1953 in Stockholm, Mi,
- 172,5 kg, 1954 in Kopenhagen, Ls,
- 173,5 kg, 1956 in Honolulu, Ls,
- 175 kg, 1956 in Melbourne, Ls.

im olympischen Dreikampf:
- 412,5 kg, 1953 in Mannheim, Mi,
- 415 kg, 1953 in Indianapolis, Mi,
- 435 kg, 1954 in Wien, Ls,
- 442,5 kg, 1956 in Honolulu, Ls,
- 447,5 kg, 1956 in Melbourne, Ls,
- 425 kg, 1958 in Stockholm Mi,
- 427,5 kg, 1958 in Chicago, Mi.